# Dobroslav Paraga
Dobroslav Paraga (* 9. Dezember 1960 in Zagreb) ist ein ehemaliger Systemkritiker und politischer Gefangener des sozialistischen Jugoslawien und ein als extrem nationalistisch geltender kroatischer Politiker. Der ehemalige Parteivorsitzender der nationalistischen Kroatischen Partei des Rechts (HSP) war in der Anfangsphase des Kroatienkriegs Oberbefehlshaber der paramilitärischen Parteimiliz „Kroatische Verteidigungskräfte“ (HOS).

## Leben
Paraga hatte ein Theologiestudium begonnen und wurde 1981 wegen nationalistischer Aktivitäten inhaftiert.
Am 14. Oktober 1980 richteten 43 namhafte Persönlichkeiten, darunter 9 Mitglieder der Kroatischen Akademie der Wissenschaften und Künste, die sogenannte „Zagreber Petition“ an das jugoslawische Staatspräsidiums in Belgrad. Die Unterzeichner beantragten mit der Petition aufgrund Artikel 157 in Verbindung mit Artikel 314 der jugoslawischen Verfassung ein Amnestiegesetz für die Freilassung aller politischen Gefangenen. Paraga wurde als einer der Initiatoren der Petition am 21. November 1980 verhaftet. Am 25. November 1980 legte er ein Geständnis ab, dass er am 6. Januar 1981 widerrief. Bei der Hauptverhandlung vor Gericht im Mai 1981 erklärte Paraga, dass die jugoslawische Geheimpolizei ihn durch psychische und physische Folter zum Geständnis gezwungen habe. Er habe nach der Verhaftung fünf Tage kein Essen erhalten, sei Tag und Nacht verhört worden, oft in ganz dunklen und dann wieder in ganz hellen Räumen. Man habe ihm auch mit der Ermordung seines Bruders, seiner Eltern und seines Freundes und Mitunterzeichners Ernest Brajder (* 1949) gedroht. Brajder war am 24. November 1980 verhaftet worden und hatte sich drei Tage danach in der Haft das Leben genommen. Eine Obduktion wurde nicht gestattet. Die Anklage beschuldigte Paraga 17 Unterschriften der Petition betrügerisch gesammelt zu haben und Kontakt mit der feindlichen kroatischen politischen Emigration Verbindung gehabt zu haben. Paraga wurde zu vier Jahren Gefängnis verurteilt, die er auf Goli otok und in Lepoglava verbüßte.
Paragas Berichte über die Bedingungen und die Folter im Gefängnis von Goli otok wurden von den slowenischen Zeitungen Nova Revija und Mladina abgedruckt. Das Gemeindegericht von Zagreb verurteilte Paraga daraufhin 1987 zu sechs Monaten Gefängnis, die auf eine dreijährige Bewährung ausgesetzt wurde. Zugleich wurde ihm auferlegt in der Bewährungsfrist keine öffentliche Äußerungen abzugeben. Während des Prozesses war die Vernehmung von 13 Zeugen der Verteidigung, darunter 11 Mithäftlinge, abgelehnt worden.
Am Vorabend des Zerfalls Jugoslawiens besuchte Paraga als jugoslawischer Oppositioneller im Sommer 1989 die damalige deutsche Hauptstadt Bonn und wurde vom Bundespräsidenten Richard von Weizsäcker (1920–2015) empfangen. Er besuchte Amnesty International, das Auswärtiges Amt, die CDU-Zentrale, das SPD-Büro und andere Institutionen. Presse (Frankfurter Allgemeine, Die Welt, Süddeutsche Zeitung, Frankfurter Rundschau, die tageszeitung, amnesty international info) und Rundfunk (Deutsche Welle, Deutschlandfunk, Westdeutscher Rundfunk, Katholische Nachrichtenagentur) brachten Berichte und Interviews über Paragas Besuch. Paraga berichtete bei seinem Besuch über die Lage der Menschenrechte und die hohe Zahl politischer Gefangener in Jugoslawien.
1990 wurde unter seiner Führung die Hrvatska stranka prava (HSP, Kroatische Partei des Rechts), die sich als Nachfolgerin einer gleichnamigen Partei der 1920er Jahre sieht, gegründet. Die neugegründete Partei galt als extrem nationalistisch orientiert und knüpfte offen an die Ideologie der Ustascha-Faschisten an.
Paraga gehörte in den frühen 1990er Jahren dem Kroatischen Parlament an. Am 2. August 1992 kandidierte er bei den Präsidentschaftswahlen in Kroatien und erreichte 5,4 % der Stimmen. Dabei war Paraga der lautstärkste Opponent von Präsident Franjo Tuđman. Während der Jugoslawienkriege forderte Paraga ein „Kroatien bis zur Drina“ (Hrvatska do Drine), was bedeutete, dass Kroatien ganz Bosnien und Herzegowina bis an die Grenze zu Serbien mit einschließen sollte. Im fortlaufenden Kriegszustand erklärte die HSP jedoch, dass sie nur eine Konföderation Kroatiens mit Bosnien wünsche.
Ende 1992 erklärte das kroatische Verfassungsgericht auf die Frage, ob die HSP verfassungswidrig sei, dass diese sich auf dem Boden der kroatischen Verfassung bewege. Allerdings kam es in einem anderen Verfahren zur Verurteilung von Dobroslav Paraga wegen Terrorismus. Er wurde im Herbst 1993 von Boris Kandare und Anto Đapić als Parteivorsitzender der HSP abgelöst. Paraga gründete daraufhin eine neue Partei, die Hrvatska stranka prava 1861 (die Zahl bezieht sich auf das Gründungsjahr der historischen HSP).